# 오스트레일리아 국립 전쟁기념관 한국전 참전비

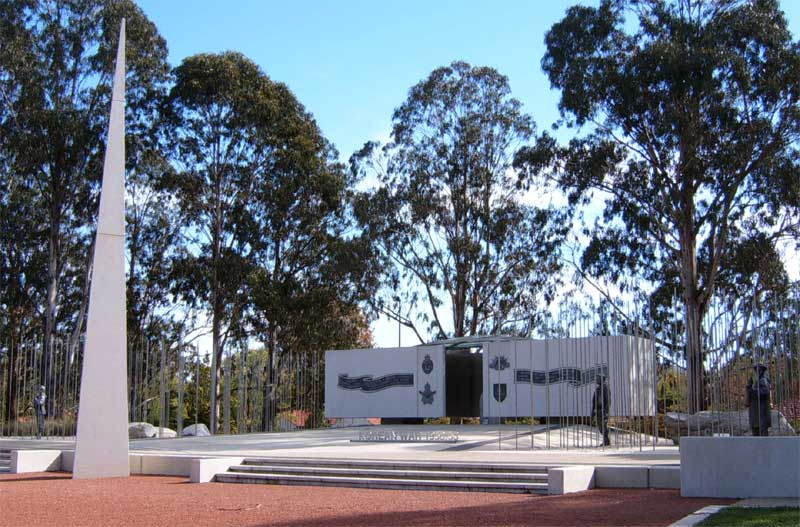
오스트레일리아 국립 전쟁기념관 한국전 참전비

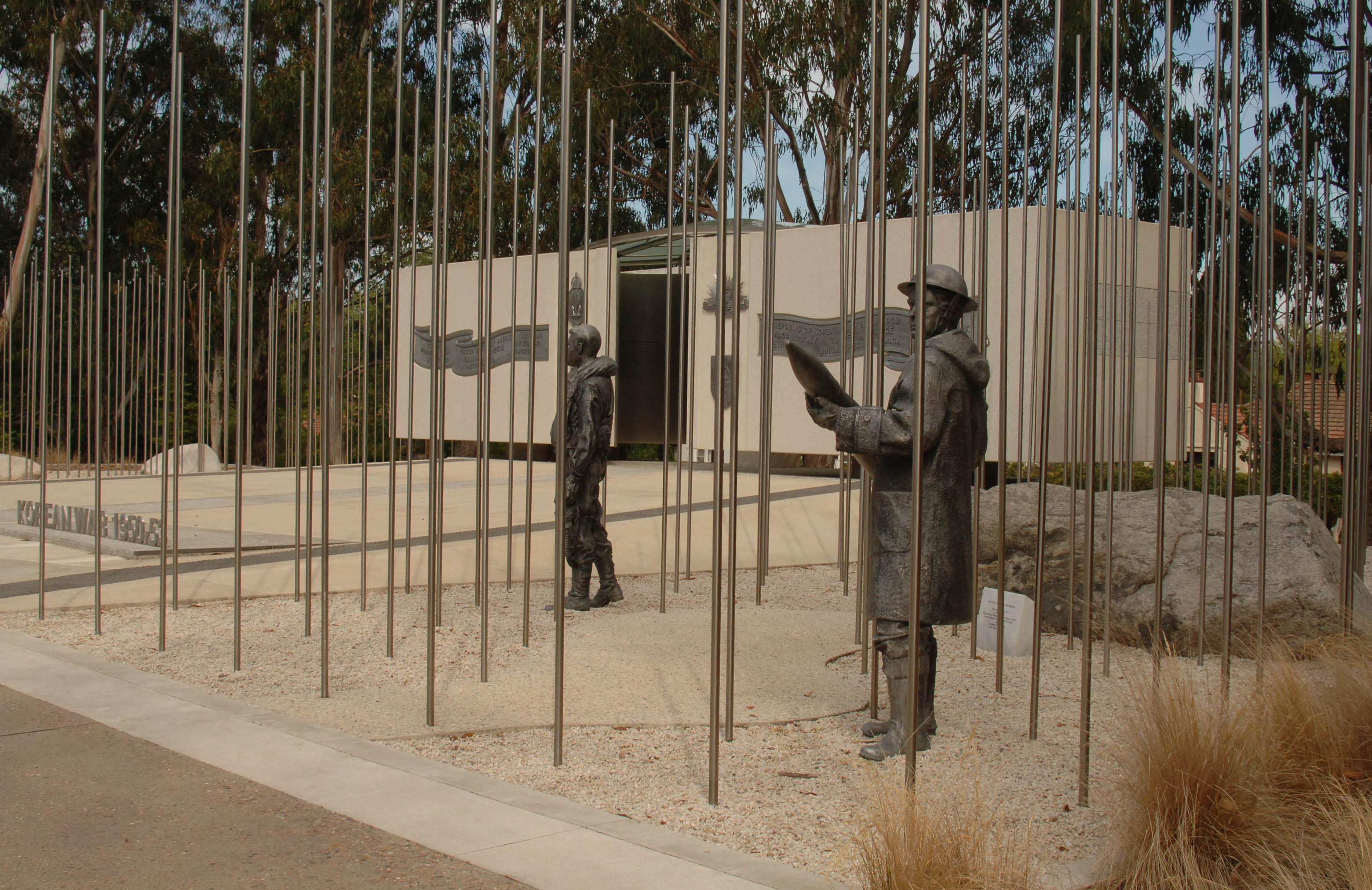
조각

오스트레일리아 국립 전쟁기념관 한국전 참전비는 한국 전쟁에 참전한 오스트레일리아군을 기리기 위해 오스트레일리아 캔버라에 세운 기념비이다. 2000년 4월 18일에 건립되었다.

## 같이 보기
- 영연방 한국전 참전 기념비 - 경기도 가평군
- 재한유엔기념공원